# Yamaguchi Seiya
Yamaguchi Seiya (山口 聖矢 Yamaguchi Seiya, sinh ngày 2 tháng 9 năm 1993) là một cầu thủ bóng đá người Nhật Bản. Anh thi đấu cho SC Sagamihara.

## Sự nghiệp
Yamaguchi Seiya gia nhập câu lạc bộ tại Japanese Regional Leagues Saurcos Fukui năm 2016. Năm 2017, anh chuyển đến câu lạc bộ J3 League SC Sagamihara.